# Chivskij rajon
Il Chivskij rajon (in russo Хивский район?) è un distretto municipale del Daghestan, situato nel Caucaso.